# Patricia Bosworth
Patricia Bosworth (* 24. April 1933 in San Francisco, Kalifornien als Patricia Crum; † 2. April 2020 in New York City) war eine US-amerikanische Schauspielerin, Journalistin und Autorin.

## Leben
Patricia Bosworth wurde 1933 als Tochter des Rechtsanwalts und Schriftstellers Bartley Crum geboren und wuchs mit einem jüngeren Bruder auf. Sie besuchte das Sarah Lawrence College. 1955 machte sie dort ihren Abschluss. Bosworth besuchte nun die Schauspielwerkstatt The Actors Studio in New York City. Im weiteren Verlauf der 1950er und 1960er Jahre trat sie in einer Vielzahl von Broadway-Aufführungen, Fernsehserien und Kinofilmen auf. Ihren vielleicht bekanntesten Auftritt hatte sie 1959 als beste Freundin von Audrey Hepburns Figur in dem Drama Geschichte einer Nonne unter Regie von Fred Zinnemann.
In den 1960er Jahren entschloss sie sich, die Schauspielerei aufzugeben, und wurde stattdessen als Journalistin tätig. Sie schrieb für die Zeitschrift New York und die Tageszeitung The New York Times. Von 1984 bis 1991 sowie erneut ab 1997 war sie als Redakteurin bei Vanity Fair tätig. Bosworth schrieb eine Reihe von Biografien über Persönlichkeiten wie Montgomery Clift, Marlon Brando und Jane Fonda. Mit Anything Your Little Heart Desires: An American Family Story und The Men in My Life: A Memoir of Love and Art in 1950s Manhattan veröffentlichte sie ihre Memoiren. Ihre Biografie zu Diane Arbus wurde 2006 von dem Regisseur Steven Shainberg mit Nicole Kidman in der Hauptrolle verfilmt.
Des Weiteren unterrichtete sie nicht-fiktionale Literatur an der School of Journalism der Columbia University und am Barnard College. 
Bosworth war in erster Ehe von 1966 bis 1986 mit Mel Arrighi verheiratet und in zweiter Ehe von 2002 bis zu dessen Tod mit dem Fotografen und Theaterdirektor Tom Palumbo. Beide Ehen blieben kinderlos. Sie starb Anfang April 2020 im Alter von 86 Jahren während der COVID-19-Pandemie in den Vereinigten Staaten an den Folgen einer SARS-CoV-2-Infektion.

## Filmografie (Auswahl)
- 1957: Am Rande der Straße (Four Boys and a Gun)
- 1959: Geschichte einer Nonne (The Nun’s Story)
- 1960–1961: Gnadenlose Stadt (Fernsehserie, zwei Folgen)
- 1963: The Patty Duke Show (Fernsehserie, eine Folge)

## Veröffentlichungen
- Montgomery Clift (1978)
- Diane Arbus: A Biography (1984)
- Anything your little heart desires: An American Family Story (1997)
- Marlon Brando (2000)
- Jane Fonda: The Private Life of a Public Woman (2011)
- The Men in My Life: A Memoir of Love and Art in 1950’s Manhattan (2018)
- Dreamer With a Thousand Thrills: The Rediscovered Photographs of Tom Palumbo (2018)